# Guy Scott
Guy Lindsay Scott (Livingstone, 1º giugno 1944) è un politico zambiano di origini scozzesi e inglesi.

## Biografia
Già vicepresidente dello Zambia dal 2011 al 2014, divenne presidente della Repubblica ad interim in seguito alla morte del presidente Michael Sata, dall'ottobre 2014 al gennaio 2015. Si è trattato del primo presidente non nero di uno Stato africano subsahariano continentale dai tempi del sudafricano Frederik de Klerk nel 1994.